# イレーヌ・ジャコブ
イレーヌ・ジャコブ（Irène Jacob, 1966年7月15日 - ） は、フランス出身の女優。同国を代表する女優の一人で、スイスにも地盤を置いて活動している。カンヌ国際映画祭 女優賞受賞などの実績があり、日本の映画やテレビドラマ（NHK シリーズドラマ10『詩城の旅びと』原作：松本清張）や舞台にも出演した。

## 来歴
1966年7月15日、フランス・シュレンヌで生まれた。父は物理学者のモーリス・ジャコブ、母は心理学者。兄が3人おり、そのうちの一人フランシスはミュージシャン、2人は科学者である。3歳の時にスイスのフランス語圏都市ジュネーヴに引っ越し、同地やロンドン、パリの国立高等芸術演劇学校などで教育を受けた。
1987年、ルイ・マル監督の『さよなら子供たち』で映画デビュー。1989年にはジャック・リヴェット監督の『彼女たちの舞台』に出演。
1991年、『さよなら子供たち』を観たクシシュトフ・キェシロフスキ監督に『ふたりのベロニカ』の主演に抜擢され、同作で第44回カンヌ国際映画祭で女優賞を受賞。
1994年、『トリコロール/赤の愛』で再びキェシロフスキ監督の作品に出演。翌1995年にはミケランジェロ・アントニオーニ監督の『愛のめぐりあい』に出演。
2008年、テオ・アンゲロプロス監督の遺作となった『エレニの帰郷』で主人公エレニを演じた。
2014年、第1回 京都国際映画祭でモスト・リスペクト in Paris賞を受賞。同年、日本の舞台『変身』に客演し、翌2015年には映画『さようなら』にも友情出演した。

## 主な出演作品
| 公開年 | 邦題 原題                                   | 役名                 | 備考                            |
| ------ | ------------------------------------------- | -------------------- | ------------------------------- |
| 1987年 | さよなら子供たち Au revoir les enfants      | 音楽教師             |                                 |
| 1989年 | 彼女たちの舞台 La bande des quatre          | マリーヌ             |                                 |
| 1991年 | ふたりのベロニカ La Double vie de Véronique | ベロニカ             | 「カンヌ国際映画祭 女優賞」受賞 |
| 1993年 | 秘密の花園 The Secret Garden                | メアリーの母         |                                 |
| 1994年 | トリコロール/赤の愛 Trois couleurs: Rouge   | ヴァランティーヌ     |                                 |
| 1995年 | 愛のめぐりあい Al di là delle nuvole        |                      |                                 |
| 1995年 | オセロ Othello                              | デズデモーナ         |                                 |
| 1995年 | ヴィクトリー/遥なる大地 Victory             | アルマ               |                                 |
| 1997年 | 迷宮のレンブラント Incognito                | マリーケ             |                                 |
| 1998年 | 追跡者 U.S. Marshals                        | マリー               |                                 |
| 1999年 | 第一の嘘 The Big Brass Ring                 | セラ・ブランディーニ |                                 |
| 1999年 | スパイゲーム History Is Made at Night       |                      |                                 |
| 2008年 | エレニの帰郷 Η σκόνη του χρόνο              | エレニ               |                                 |
| 2009年 | いかしたガキども The French Kissers         | オーロールの母       |                                 |
| 2010年 | Rio Sex Comedy                              | イレーヌ             |                                 |
| 2014年 | The Easy Way Out                            | マチルダ             |                                 |
| 2014年 | ラスト・リベンジ Dying of the Light         | ミシェル・ズバレイン |                                 |
| 2015年 | さようなら Sayonara                         | ターニャの両親       | 日本映画（友情出演）            |
| 2016年 | エタニティ 永遠の花たちへ Eternity          | ガブリエルの母       |                                 |